# 弗恩克羅夫特 (新罕布什爾州)
弗恩克羅夫特（英語：Ferncroft）是位於美國新罕布什爾州卡羅爾縣的非建制地區。

## 地理
弗恩克羅夫特所處的海拔為高於海平面350米（即1148英呎），而該地所採用的時區為UTC-5，即北美东部时区（EST）。同時該地設有夏令時間，為UTC-5調快一小時，即UTC-4（EDT）。